# بوی‌جینیس
بوی‌جینیِس (انگلیسی: Boygenius) ابرگروه ایندی آمریکایی است که از خواننده-ترانه‌سرایان جولین بیکر، فیبی بریدجرز و لوسی داکوس تشکیل شده‌است. آن‌ها در سال ۲۰۱۸ با انتشار نخستین ئی‌پی که هم‌نام گروه بود، آغاز به کار کردند و پس از وقفه‌ای، با نخستین آلبوم استودیویی خود، ضبط (۲۰۲۳)، بازگشتند. این آلبوم با موفقیت هنری و تجاری همراه بود و ان‌ام‌ئی آن را اثری ماندگار نامید. این آلبوم به صدر جدول بریتانیا، ایرلند و هلند رسید و در بیلبورد ۲۰۰ ایالات متحده در رتبه چهارم قرار گرفت. دومین ئی‌پی آن‌ها، باقی‌مانده، در ۱۳ اکتبر ۲۰۲۳ منتشر شد. این گروه از فوریهٔ ۲۰۲۴ در وقفه هستند.

## نام
این گروه دربارهٔ خاستگاه نامشان سخن گفته‌است. این نام به‌منزلهٔ شوخی و روشی برای تشویقِ یکدیگر در استودیو آغاز شد. هر سه نفر تجربیات منفی خود با همکاران مردِ دارای اعتماد به نفس کاذب را به اشتراک گذاشته بودند؛ همان‌طور که بیکر می‌گوید: «کهن‌الگوی نابغهٔ معذب، یعنی اساساً هنرمند مردی که از بدو تولد به او گفته شده هر فکر آن‌ها نه تنها ارزشمند، بلکه بی‌نظیر است.» داکوس معنی مجازی «بوی جینیس» را این‌گونه توصیف کرد: «در واقع پسران و مردانی را می‌شناسیم از زمانی که می‌توانستند بشنوند، به آن‌ها گفته شده که نابغه هستند». سپس توضیح داد که آن‌ها چطور کوشیدند انرژی خود را هنگام ساخت ئی‌پی هدر ندهند. «اگر یک شخص عقیده‌ای داشت—'نمی‌دانم این خوب است یا نه، احتمالاً وحشتناک است'—اینجوری بود 'نه! پسر نابغه باش! هر فکرت ارزشمند است، راحت باش و حرفت را بزن.'»
این گروه گهگاه نام خود را به‌شکل «xboygeniusx» می‌نویسند، مانند نام نوشته‌شده در رسانه‌های اجتماعی و وبگاهشان.

## دیسکوگرافی

### آلبوم‌های استودیویی
| عنوان | اطلاعات                                                                              | بالاترین جایگاه جدول | بالاترین جایگاه جدول | بالاترین جایگاه جدول | بالاترین جایگاه جدول | بالاترین جایگاه جدول | بالاترین جایگاه جدول | بالاترین جایگاه جدول | بالاترین جایگاه جدول | بالاترین جایگاه جدول | بالاترین جایگاه جدول | گواهی‌نامه‌ها      |
| عنوان | اطلاعات                                                                              | آمریکا               | استرالیا             | کانادا               | آلمان                | ایرلند               | هلند                 | نیوزیلند             | سوئد                 | سوئیس                | بریتانیا             | گواهی‌نامه‌ها      |
| ----- | ------------------------------------------------------------------------------------ | -------------------- | -------------------- | -------------------- | -------------------- | -------------------- | -------------------- | -------------------- | -------------------- | -------------------- | -------------------- | ---------------- |
| ضبط   | - انتشار: ۳۱ مارس ۲۰۲۳ - ناشر: اینترسکوپ - فرمت: ال‌پی، سی‌دی، دانلود دیجیتالی، استریم | ۴                    | ۳                    | ۱۱                   | ۸                    | ۱                    | ۱                    | ۲                    | ۳۶                   | ۲۲                   | ۱                    | - بریتانیا: نقره |

## افتخارات
| سال  | جایزه      | اثر نامزدشده           | دسته‌بندی                          | نتیجه    | منا.   |
| ---- | ---------- | ---------------------- | --------------------------------- | -------- | ------ |
| ۲۰۲۴ | جوایز گرمی | ضبط                    | آلبوم سال                         | نامزدشده | [ ۲۸ ] |
| ۲۰۲۴ | جوایز گرمی | ضبط                    | بهترین آلبوم موسیقی آلترناتیو     | برنده    | [ ۲۸ ] |
| ۲۰۲۴ | جوایز گرمی | ضبط                    | بهترین آلبوم مهندسی‌شده، غیرکلاسیک | نامزدشده | [ ۲۸ ] |
| ۲۰۲۴ | جوایز گرمی | «نه به‌اندازه کافی قوی» | ضبط سال                           | نامزدشده | [ ۲۸ ] |
| ۲۰۲۴ | جوایز گرمی | «نه به‌اندازه کافی قوی» | بهترین ترانه راک                  | برنده    | [ ۲۸ ] |
| ۲۰۲۴ | جوایز گرمی | «نه به‌اندازه کافی قوی» | بهترین اجرای راک                  | برنده    | [ ۲۸ ] |
| ۲۰۲۴ | جوایز گرمی | «در موردش خونسرد باش»  | بهترین اجرای موسیقی آلترناتیو     | نامزدشده | [ ۲۸ ] |